# Melinska stenografförbundet
Melinska stenografförbundet är en ideell förening med uppgift att vårda det svenska stenografisystem som skapades av Olof W. Melin och att främja undervisning i stenografi. Eftersom Melins stenografisystem i praktiken är det enda som används i Sverige fungerar förbundet som en sammanslutning för alla svenska stenografer. Förbundet bildades den 2 december 1899.
Enskild person kan bli medlem i förbundet. Till förbundet kan också stenografiföreningar anslutas. Medlemskap och anslutning beslutas av förbundsstyrelsen.